# Mefodiivka (Neceaiane), Mîkolaiiv
Mefodiivka (în ucraineană Мефодіївка) este un sat în comuna Neceaiane din raionul Mîkolaiiv, regiunea Mîkolaiiv, Ucraina.

## Demografie
Componența lingvistică a localității Mefodiivka
     Ucraineană (87,5%)
     Rusă (12,5%)
Conform recensământului din 2001, majoritatea populației localității Mefodiivka era vorbitoare de ucraineană (87,5%), existând în minoritate și vorbitori de rusă (12,5%).